# OPmobility
Die OPmobility S.A. (bis März 2024: Plastic Omnium S.A.) ist ein börsennotierter französischer Automobilzulieferer mit Sitz in Levallois-Perret bei Paris.

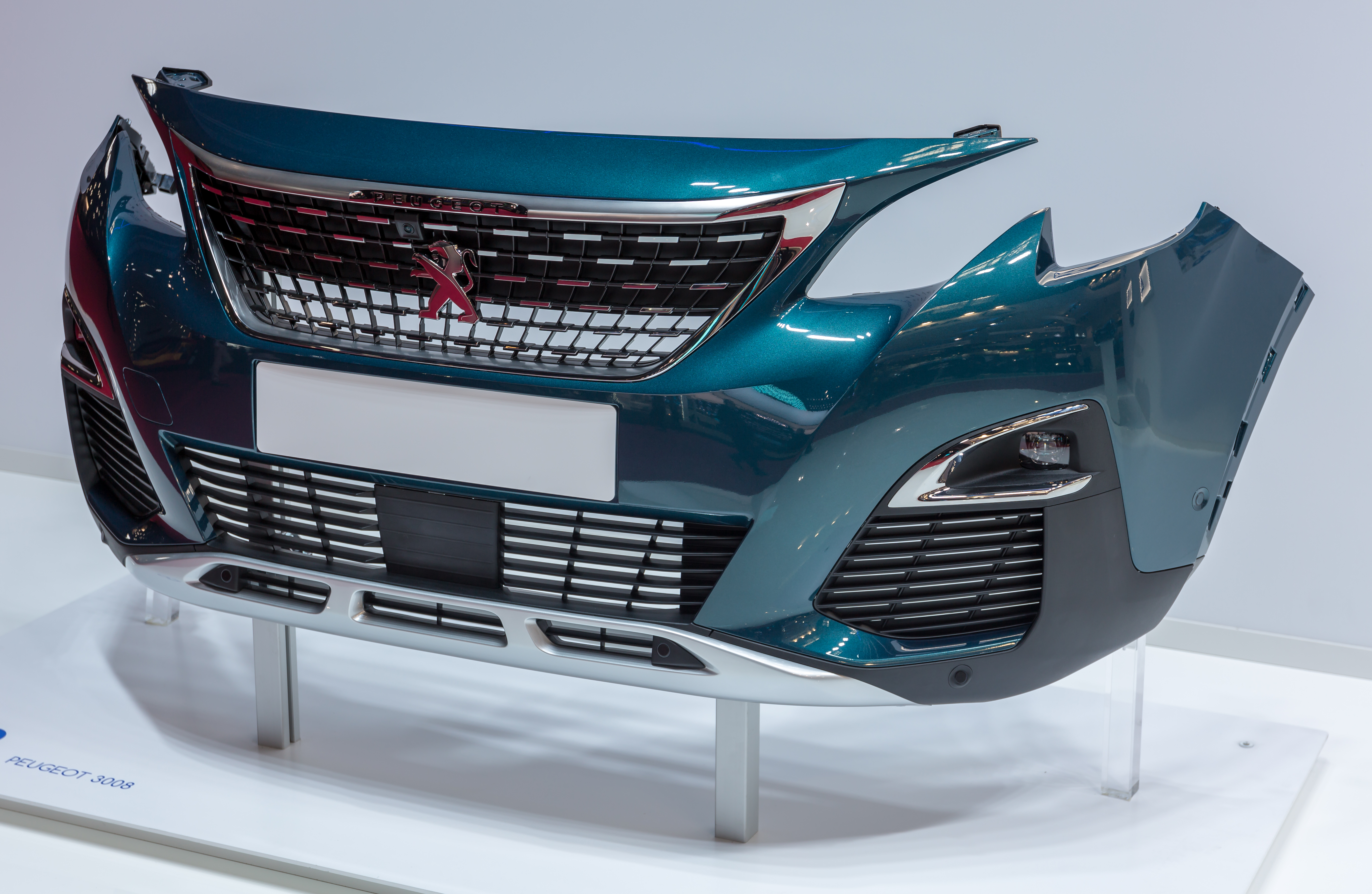
Frontmaske eines Peugeot 3008 von Plastic Omnium

## Hintergrund
Das Unternehmen besitzt über 115 Fabriken in 30 Ländern und produziert unter anderem Kunststoff-Karosserieaußenteile und -Kraftstofftanks für alle führenden Automobilhersteller. Das Unternehmen war an HBPO, einem Joint Venture mit dem deutschen Zulieferer Hella, beteiligt, das es im Jahr 2022 komplett übernahm.

Firmenlogo bis 2024

1946 begann Pierre Burelle mit der Fertigung von Kunststoffteilen für die Automobilindustrie. Die Familie Burelle kontrolliert über die börsennotierte Holding Burelle auch weiterhin mehrheitlich den Konzern.
Im Dezember 2015 wurde bekannt, dass Plastic Omnium für 650 Mio. Euro von Faurecia den Geschäftsbereich Stoßfänger und Frontend-Module (2 Mrd. Euro Umsatz und 7.700 Mitarbeiter, 22 Industriestandorte) erwirbt. Die Übernahme wurde Ende Juli 2016 vollzogen.
Im Dezember 2018 zog sich Plastic Omnium aus seinem Geschäftsbereich Plastic Omnium Environment, der Herstellung von Hausmüllcontainern und damit verbundenen Dienstleistungen, zurück. Plastic Omnium Environnement wurde für 220 Mio. EUR an ein Konsortium von Finanzinvestoren bestehend aus Latour Capital und Bpifrance (öffentliche Investitions- und Förderbank) verkauft. Dieser Geschäftsbereich beinhaltet den 2007 erworbenen deutschen Mülltonnenhersteller Sulo; der gesamte Bereich firmiert seit 2019 unter Sulo.
Am 27. Juni 2022 gab Plastic Omnium den Erwerb der ACTIA Power Division von der ACTIA Group zum Preis von 52,5 Mio. Euro bekannt.

## Geschäftsbereiche
Die Firma gliedert sich in 5 Geschäftsbereiche. 75 % des Umsatz machen die Bereiche Exterior, Lighting und Modules, sie stellen das klassische Automobilzuliefergeschäft dar. Daneben gibt es die Bereiche C-Power und H2-Power, hier werden Systeme für Energieeffizienz, Batterien und Wasserstoff entwickelt und vertrieben.